# Ночь охоты
Ночь охоты (фр. La nuit des traquées) — французская драма 1980 года режиссёра Жана Роллена. Фильм был снят всего за две недели. После выхода картины многие увидели в нём социальный подтекст, связанный с проблематикой содержания заключённых в тюрьмах Германии, хотя Роллен признаёт, что не пытался намеренно вводить подобную концепцию в свой фильм.

## Сюжет
Ночью на дороге Роберт встречает бегущую девушку, которая страдает потерей памяти, выражающейся в том, что она не может запомнить даже совсем недавние события. Девушка, которая помнит лишь своё имя Элизабет, влюбляется в Роберта, а он желает ей искренне помочь. В этот же день Элизабет возвращают в психиатрическую клинику и она забывает о своей встрече с Робертом. Ночью же в больнице начинается опять всё то же самое — обезумевшие пациенты начинают буйствовать и подвергать друг друга насилию. Не выдерживая подобных обстоятельств две девушки, одна из которых Элизабет, решаются на очередной побег.

## В ролях
- Бриджит Лаэ — Элизабет
- Винсен Жардер
- Доминик Жюрне — Вероника
- Бернар Папино — доктор Францис
- Ракель Мхас — Соландж
- Катрин Грейне[фр.] — Кэтрин